# Temporada de huracanes del Atlántico de 1980
La Temporada de huracanes en el Atlántico de 1980 empezó oficialmente el 1 de junio de 1980, y duró hasta el 30 de noviembre del mismo año. Estas fechas son una convención que delimita el periodo de cada año en que la mayoría de las tormentas se forman sobre la cuenca del Atlántico. La temporada fue relativamente activa, formándose once tormentas, de las cuales nueve alcanzaron la fuerza de huracán. 
Solo tres tormentas tocaron tierra firme en la temporada del 1980. La más significativa fue el huracán Allen, un poderoso huracán categoría 5 que viajó del Caribe al Golfo de México, causando daños generalizados y cientos de muertes directas. En añadidura, Danielle inundó la costa noreste de Texas, y Hermine fue responsable de inundaciones en México.

## Resumen de la temporada

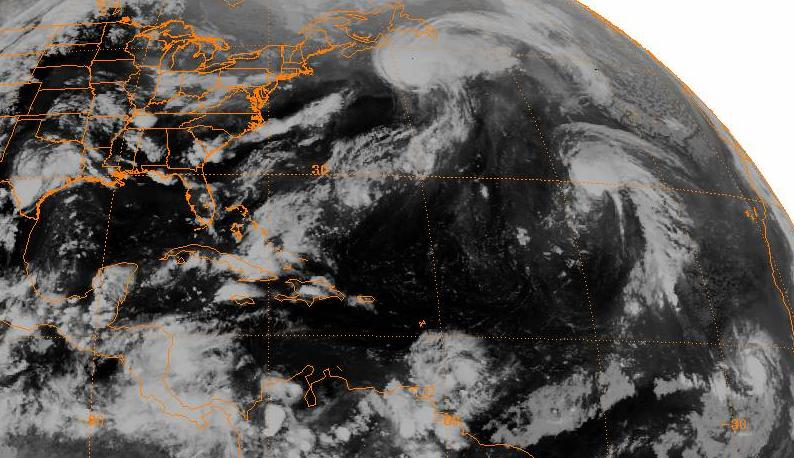
Huracanes Earl, Frances, y Georges el 8 de septiembre de 1980; los remanentes de la tormenta tropical Danielle también son visibles sobre Texas

La temporada comenzó oficialmente el 1 de junio, aunque la primera depresión tropical no se desarrolló hasta el 17 de julio. Durante la temporada se formaron 15 depresiones tropicales. Once de las depresiones alcanzaron categoría de tormenta tropical y nueve de estas categoría de huracán. Dos de los huracanes se fortalecieron hasta convertirse en huracanes mayores. Solo Allen tocó tierra con fuerza de huracán durante la temporada, aunque el huracán Charley, la tormenta tropical Danielle y Hermine también causaron daños y muertes. Esos tres ciclones causaron colectivamente 316 muertes y $ 1,57 mil millones (1980 USD) en daños. La última tormenta de la temporada, el huracán Karl se disipó el 27 de noviembre, solo tres días anntes del final oficial de la temporada el 30 de noviembre.
La temporada de huracanes del Atlántico de 1980 tuvo un comienzo bastante lento, con solo una depresión tropical desarrollada antes del mes de agosto. Por contra, agosto fue una mes activo, con cinco ciclones tropicales formados, tres de los cuales se convirtieron en huracanes. Durante este mes, el huracán Allen se convirtió en el huracán más temprano en alcanzar la categoría 5 el 5 de agosto, un record solo roto por el Huracán Emily el 16 de julio de 2005. Septiembre también tuvo cinco ciclones tropicales y todos recibieron nombre. La ciclogénesis tropical se detuvo abruptamente en octubre, con solo el huracán Ivan y una depresión tropical desarrolladas este mes. Sin embargo, el mes de noviembre se consideró muy activo, con la formación de tres tormentas durante ese mes.

## Ciclones tropicales

### Depresión tropical Uno
Un frente frío en descomposición entró en el Golfo de México y se desarrolló un área de bajas presiones el 17 de julio. Más tarde ese día, el área de baja presión se convirtió en la depresión tropical Uno, casi a mitad de camino entre Luisiana y la Península del Yucatán. La depresión se desplazó hacia el noroeste y se produjo una intensificación mínima a medida que se acercaba a la costa del golfo de Estados Unidos. La depresión tocó tierra en Texas cerca del área de Galveston, y se disipó el 21 de julio. Se registró un impacto mínimo de la depresión y se reportaron lluvias ligeras en Texas y el oeste de Luisiana, con un máximo de 95,8 mm (3,8 plg) en Refugio, Texas.

### Huracán Allen
Una onda tropical surgió frente a la costa oeste de África el 30 de julio y rápidamente se convirtió en la depresión tropical Dos unos dos días después. Para el 2 de agosto, la depresión se había fortalecido y se convirtió en la tormenta tropical Allen. La tormenta se intensificó constantemente y se convirtió en huracán el 3 de agosto. A partir de entonces, Allen se profundizó rápidamente y se convirtió en un gran huracán solo 24 horas después. Mientras se estaba convirtiendo en un huracán de categoría 3, y de categoría 4, Allen pasó por las Islas de Barlovento. Al ingresar al mar Caribe, Allen continuó fortaleciéndose y se convirtió en un huracán de categoría 5 el 5 de agosto, mientras se encontraba a mitad de camino entre Puerto Rico y Venezuela. Allen giró brevemente hacia el noroeste y se acercó a la Península de Tiburón de Haití. Poco después, se debilitó significativamente el 6 de agosto, pero aún era de Categoría 4 cuando superó a Jamaica. Mientras avanzaba en paralelo a la costa sur de Cuba, se fortaleció de nuevo hasta convertirse en un huracán de categoría 5. Más tarde ese día, la tormenta alcanzó su máxima intensidad con vientos de 305 km/h (190 mph) y una presión barométrica mínima de 899 mbar. Inmediatamente después de la intensidad máxima, Allen ingresó al Golfo de México y se debilitó nuevamente a un huracán de categoría 4 el 8 de agosto. Al día siguiente, Allen se volvió a intensificar hasta convertirse en un huracán de categoría 5 mientras se acercaba a Texas. Sin embargo, justo en la costa, se debilitó abruptamente a un huracán de categoría 3 antes de tocar tierra cerca de Brownsville, Texas el 10 de agosto. La tormenta se debilitó rápidamente tierra adentro y se disipó unas 36 horas después de tocar tierra.
Aunque 500 casas resultaron dañadas o destruidas en Barbados, las pérdidas totalizaron solo $1,5 millones. Habiendo pasado solo a 13 kilómetros (8,1 mi) al sur de St. Lucia, Allen produjo vientos sostenidos de hasta 168 km/h (104,4 mph) en la isla. La tormenta causó 27 muertes y $88 millones en daños. Además, se informó de una muerte en Guadalupe. Fuertes vientos e inundaciones en Haití dejaron a 836.200 personas sin hogar. Además, se reportaron 220 muertes y daños que superaron los $400 millones. Al este de República Dominicana, los efectos fueron menos severos, aunque se reportaron siete muertes y los daños se estimaron en $47 millones. En la isla de Cuba ocurrieron tres muertos y se desconocen pérdidas. En el noreste de México, se produjeron fuertes lluvias, aunque los daños fueron mínimos y no se reportaron muertes. Los daños fueron más significativos en los Estados Unidos, especialmente en el estado de Texas. En Corpus Christi, la grava voló de los techos, lo que rompió las ventanas de toda la ciudad. Se generaron varios tornados en Texas, uno de los cuales causó daños por al menos $50 millones en Austin. Las precipitaciones en el estado de Texas excedieron 510 milímetros (20,1 plg) en algunos lugares. Se produjeron un total de 24 muertes en los Estados Unidos, siete en Texas y diecisiete en Luisiana, la mayoría como resultado del accidente de un helicóptero que evacuaba a los trabajadores de una plataforma en alta mar. Los daños en Estados Unidos ascendieron a $860 millones. En general, el huracán Allen causó $1.570 millones en pérdidas y causó 290 muertes.

### Depresión tropical Cuatro
La tercera depresión tropical de la temporada se desarrolló el este de Cabo Verde el 13 de agosto. Sin embargo, el Centro Nacional de Huracanes no inició los avisos hasta el 16 de agosto. Como resultado, el sistema fue clasificado como la depresión tropical Cuatro. Después de formarse el 13 de agosto, la depresión atravesó las islas de Cabo Verde. Siguió hacia el noroeste y se fortaleció mínimamente, con vientos que nunca excedieron 55 km/h (34 mph). A partir de entonces, la depresión giró y se acercó a la parte oriental de las Azores. Atravesó las islas poco después. A principios del 17 de agosto, y se disipó cerca de la isla de Santa Maria en las Azores.

### Huracán Bonnie
Bonnie se formó a mitad de camino entre Cabo Verde y las Islas de Barlovento, en las Antillas Menores el 14 de agosto. La tormenta se movió casi directamente hacia el norte, ganando fuerza de huracán. Un sistema tropical que lo acompañaba se colocó junto a Bonnie, pero nunca excedió fuerza de depresión. Bonnie continuó hacia el norte hasta que se convirtió en extratropical el 19 de agosto. El huracán Bonnie no causó ningún daño.

### Huracán Charley
Un sistema extratropical de baja presión se centró sobre el costa Atlántica de los Estados Unidos, aunque siguió hacia el sureste y emergió en el Atlántico el 20 de agosto. Más tarde ese día, las imágenes satelitales indicaron una circulación de bajo nivel bien definida. Como resultado, se determinó que el sistema se convirtió en una depresión subtropical a las 1200 UTC, mientras se encontraba a unos 240 kilómetros (149,1 mi) al este-noreste de Hatteras, Carolina del Norte. Inicialmente, la depresión se movió hacia el este-sureste, aunque se curvó hacia el este-noreste el 21 de agosto. Poco después, la depresión se fortaleció hasta convertirse en una tormenta subtropical. A primeras horas del 23 de agosto, la tormenta se había intensificado y adquirido suficientes características tropicales para ser reclasificada como Huracán Charley.
A las 1200 UTC del 23 de agosto, Charley alcanzó su máxima intensidad con vientos de 130 km/h (81 mph) y una presión mínima de 989. Después de la intensidad máxima, Charley completó un ciclo ciclónico y comenzó a debilitarse a medida que se dirigía casi hacia el este. Charley se degradó a tormenta tropical a principios del 24 de agosto. La tormenta continuó hacia el este y para el 26 de agosto, Charley se volvió inidentificable ya que se fusionó con un intenso ciclón extratropical, mientras se encontraba a unas 1270 kilómetros (789,1 mi) sureste de Cape Race, Terranova. Mientras fue un ciclón tropical, produjo corrientes de resaca a lo largo de los Outer Banks de Carolina del Norte, que ahogaron a siete personas.

### Depresión tropical Seis
Una onda tropical salió de la costa oeste de África al Océano Atlántico el 22 de agosto. El sistema se convirtió en la depresión tropical Seis, con su centro al oeste de Cabo Verde a las 0000 UTC del 25 de agosto. La depresión siguió hacia el oeste con una intensificación mínima. A las 1800 UTC del 26 de agosto, la depresión alcanzó los 55 km/h (34 mph)) y no se fortaleció más. Al día siguiente, la depresión giró hacia el noroeste y comenzó a debilitarse lentamente. La depresión degeneró en una onda tropical mientras se encontraba muy al noreste de Puerto Rico el 29 de agosto. Los restos continuaron hacia el oeste e interactuaron con un sistema de baja presión sobre Florida. Eventualmente, el sistema se convirtió en la depresión tropical Ocho el 4 de septiembre, que luego se convirtió en la tormenta tropical Danielle.

### Huracán Georges
Inicialmente Georges se formó como depresión tropical sobre el centro del Atlántico el 1 de septiembre. Esta depresión se mantuvo débil los siguientes días al tomar rumbo oeste-noroeste. Su interacción con una borrasca no tropical interrumpió la depresión y destruyó su circulación. El 4 de septiembre, un sistema subtropical se comenzó a formar de los remanentes de la depresión al comenzar a girar al noreste. La depresión subtropical tomó fuerza y se convirtió en tropical, convirtiéndose finalmente en una tormenta con nombre el 7 de septiembre al pasar al norte de las Bermudas. La tormenta tropical se intensificó en huracán, uno de los pocos en hacerlo al norte de 40°N. Después de pasar Cape Race, Georges perdió sus características tropicales sobre el agua fría. Georges no causó daños conocidos.

### Tormenta Tropical Danielle
Una onda tropical emergió en el Océano Atlántico desde la costa oeste de África el 22 de agosto. El sistema se convirtió en la depresión tropical Seis el 25 de agosto. Sin embargo, la depresión no se intensificó más y, unos cuatro días después, volvió a degenerar en una onda tropical. Siguiendo hacia el oeste, el sistema cruzó Florida y entró en el Golfo de México el 2 de septiembre. Dos días después, el sistema se convirtió en la depresión tropical Ocho mientras se encontraba frente a la costa de Luisiana. Se fortaleció gradualmente y se convirtió en la tormenta tropical Danielle a última hora del 5 de septiembre. Después de alcanzar el máximo con vientos de 95 km/h (59 mph), se detuvo una mayor intensificación, ya que Danielle tocó tierra en el este de Texas. Se debilitó constantemente tierra adentro y se disipó dos días después.
Una barcaza en el Golfo de México volcó debido a mares agitados, enviando por la borda a 11 de los tripulantes; una persona se ahogó como resultado. Produjo lluvias generalizadas en Luisiana, aunque pocas áreas reportaron más de 130 mm (5 plg) de precipitación. Los daños en el estado fueron mínimos. Las precipitaciones fueron más intensas en Texas, con un máximo de 465 mm (18 plg). Gran parte del daño causado por la tormenta se debió a las inundaciones. En Port Arthur, doce casas resultaron dañadas, mientras que la Interestatal 10 fue inundada por las aguas. Una muerte ocurrió en Texas debido a un accidente automovilístico en Beaumont. También generó cinco tornados en Texas, tres de los cuales colectivamente causaron $277,500 en daños. Fuera de Texas y Luisiana, la tormenta también dejó caer lluvias ligeras en Oklahoma y Misisipi, aunque se produjeron daños mínimos en ambos estados. En general, Danielle causó dos muertes y $277,500 en pérdidas.

### Huracán Earl
El huracán Earl fue el primero de una corta serie de Huracanes del tipo Cabo Verde que se haya formado a principios de septiembre. Earl recibió su nombre el 6 de septiembre, aunque el reanálisis mostró que en realidad alcanzó nivel de tormenta tropical el 4. La tormenta siguió una trayectoria curva más o menos centrada en las Azores. Alcanzó nivel de huracán el 8 de septiembre antes de debilitarse y convertirse en extratropical el día 10.
No se reportaron daños causados por Earl en tierra ni en embarcaciones.

### Huracán Frances
Un fuerte sistema de baja presión se alejó de la costa de África el 5 de septiembre y tomó fuerza rápidamente alcanzado intensidad de huracán el 7. Frances se movió lentamente hacia el oeste, alcanzando su máxima intensidad con vientos de 185 km/h (categoría 3 en la escala de huracanes de Saffir-Simpson). Tomó trayectoria norte mientras se debilitaba con condiciones desfavorables. Giró al noreste y fue absorbido por otro sistema de baja presión al encontrarse al norte del Atlántico el 20 de septiembre.
Reportes de fuertes vientos de tormenta tropical fueron recibidos desde barcos, pero ningún daño fue reportado excepto por ráfagas menores en Cabo Verde.

### Tormenta Tropical Hermine
Una onda tropical salió de la costa oeste de África el 11 de septiembre y se dirigió hacia el oeste con un desarrollo mínimo hasta llegar al Mar Caribe. Para el 20 de septiembre, se había desarrollado una circulación de bajo nivel y el sistema se clasificó como depresión tropical Once, mientras se ubicaba casi a mitad de camino entre Panamá y Jamaica. Mientras se dirigía casi hacia el oeste, la depresión se intensificó constantemente y se convirtió en la tormenta tropical Hermine el 21 de septiembre, 18 horas después de formarse. Más tarde, el 21 de septiembre, la tormenta pasó solo 8 kilómetros (5 mi) frente a la costa de Honduras. Hermine giró hacia el oeste-noroeste y casi se convirtió en un huracán antes de tocar tierra en el norte de Honduras Británica (actual Belice) el 22 de septiembre. Después de cruzar la Península de Yucatán, Hermine emergió en la Bahía de Campeche al día siguiente.
Una vez más, la tormenta se intensificó casi hasta alcanzar la fuerza de un huracán, aunque Hermine tocó tierra cerca de Coatzacoalcos, Veracruz, México el 24 de septiembre. Después de moverse tierra adentro, la tormenta se debilitó constantemente mientras avanzaba hacia el sursudoeste hacia el Océano Pacífico. A principios del 26 de septiembre, Hermine se disipó cerca de la costa suroeste de México. En México, muchas áreas reportaron al menos 254 milímetros (10,0 plg) de precipitación, mientras que algunos lugares experimentaron más de 762 milímetros (30,0 plg) de lluvia. Como resultado de las lluvias torrenciales, se produjeron al menos 30 muertes, con decenas más desaparecidas, y dejando a 25.000 personas sin hogar. Además, los deslizamientos de tierra provocados por Hermine en Guatemala mataron al menos a ocho personas.

### Huracán Ivan
Ivan fue una tormenta excepcional, formándose de un sistema extratropical que había sido rastreado desde las costas de Portugal desde finales de septiembre. La tormenta extratropical se desplazó erráticamente hacia el suroeste de las Azores, adquiriendo lentamente características tropicales. El 4 de octubre, el sistema se convirtió en una tormenta con nombre. La tormenta tropical Ivan se intensificó en un huracán categoría 2, tomando al principio una trayectoria oeste-noroeste, y girando después bruscamente hacia el noreste, Ivan se fusionó con un sistema extratropical y con un frente el 11 de octubre.
La formación de Ivan fue inesperada, al ser en aguas frías y en una región del Atlántico donde el desarrollo tropical no es común; fue lo más al noreste que cualquier sistema tropical se había formado hasta la aparición del huracán Vince mucho más al norte  en la temporada 2005. El huracán no causó daños conocidos, ya que nunca se acercó a tierra y ningún barco experimentó vientos con fuerza de huracán.

### Depresión tropical de octubre
A principios del 16 de octubre, se desarrolló una depresión tropical en el noroeste del Caribe a unas 50 km (31,1 mi) al noreste de Limón, Honduras. La depresión se movió hacia el oeste y permaneció cerca de la costa. A las 0000 UTC del 18 de octubre, la depresión se disipó aproximadamente a 65 km (40,4 mi) al este de Placencia, Belice.

### Huracán Jeanne
Jeanne fue otra inusual tormenta, convirtiéndose en una entre un puñado de huracanes de noviembre en el golfo de México, y la primera registrada en alcanzar nivel de huracán encontrándose en el Golfo. Jeanne comenzó como depresión tropical cerca de las costas de Nicaragua el 8 de noviembre. La depresión alcanzó nivel de tormenta tropical al día siguiente al moverse a través del canal de Yucatán. Jeanne giró al oeste en el centro del golfo, tomando fuerza de huracán. En el momento en que entraba al oeste del golfo, se debilitó llegando a tormenta tropical. Serpenteó por varios días hasta que un frente frío que se alejaba de la costa de Texas destruyó la circulación de la tormenta. Los sistemas se fusionaron el 16 de noviembre.
Los daños se limitaron a embarcaciones, las cuales fueron tomadas por sorpresa por la tormenta fuera de temporada. Efectos posteriores de Jeanne incluyeron un registro que rompió marcas de 591 mm de precipitación registrada en un lapso de 24 horas en Key West, Florida.

### Depresión tropical Catorce
Mientras Jeanne serpenteaba por el Golfo de México, la depresión tropical Catorce se desarrolló al norte de Panamá el 12 de noviembre. Se dirigió hacia el norte por un profundo flujo del sur al sureste de Jeanne. El patrón de nubes entre Jeanne y la depresión se fusionó brevemente, con una línea de tormentas eléctricas moviéndose a través de la península de Florida entre los dos sistemas. La cizalladura vertical del viento del oeste aumentó la depresión en el proceso. Para el 15 de noviembre, la depresión se reorganizó mientras tocaba tierra en el oeste de Cuba a principios del 16 de noviembre. Una vez más, la cizalladura vertical del viento aumentó, provocando que la convección se desprendiera del centro de la depresión.
A última hora del 17 de noviembre, la depresión fue absorbida por una intensa tormenta de tipo invernal que se desplazaba por el sureste de los Estados Unidos. Poco después, los restos de la depresión cruzaron el centro y el norte de Florida. Mientras cruzaba Cuba, la depresión arrojó fuertes lluvias. No se conoce ningún otro impacto en la isla. El impacto de la depresión fue tanto tropical como remanente. En Cayo Hueso, se reportaron vientos sostenidos de 45 km/h (28 mph) y ráfagas de hasta 65 km/h (40 mph). En gran parte de Florida, se reportaron lluvias ligeras, con un máximo de 122 milímetros (4,8 plg) in Brooksville.

### Huracán Karl
Una gran borrasca extratropical se formó cerca de la costa sureste de los Estados Unidos el 21 de noviembre. La borrasca se alejó de la costa, y una masa convexa de nubes se formó cerca de su centro. Para el 25 de noviembre, la masa de nubes mostró diversas señales de ser un sistema tropical, y cuando su intensidad fue estimada como de fuerza de huracán, fue clasificada como el huracán Karl. Karl siguió un trayecto ciclónico en curva, primero hacia el este y posteriormente al norte. Se acercó a las Azores el 27, pero no lo suficiente como para afectar a las islas, Para el 28 de noviembre, el huracán se convirtió en extratropical. Ningún daño fue asociado con esta tormenta.

## Índice de Energía Ciclónica Acumulada (ACE)
| ACE (104kt2) – Tormenta: Fuente | ACE (104kt2) – Tormenta: Fuente | ACE (104kt2) – Tormenta: Fuente | ACE (104kt2) – Tormenta: Fuente | ACE (104kt2) – Tormenta: Fuente | ACE (104kt2) – Tormenta: Fuente |
| ------------------------------- | ------------------------------- | ------------------------------- | ------------------------------- | ------------------------------- | ------------------------------- |
| 1                               | 52.3                            | Allen                           | 7                               | 4.46                            | Hermine                         |
| 2                               | 37.2                            | Frances                         | 8                               | 4.36                            | Karl                            |
| 3                               | 18.6                            | Ivan                            | 9                               | 3.67                            | Charley                         |
| 4                               | 8.75                            | Bonnie                          | 10                              | 2.78                            | Georges                         |
| 5                               | 7.36                            | Jeanne                          | 11                              | 0.533                           | Danielle                        |
| 6                               | 6.65                            | Earl                            |                                 |                                 |                                 |
| Total= 146.7099 (147)           |                                 |                                 |                                 |                                 |                                 |

La tabla a la derecha muestra la Energía Ciclónica Acumulada (ACE por sus siglas en inglés) para cada tormenta de la temporada. El ACE es, en general, una medida del poder de los huracanes multiplicado por la cantidad de tiempo que existió, entonces los huracanes que duraron más tiempo o los que tuvieron más fuerza tienen el ACE más elevado.

## Nombres de las tormentas
Los siguientes nombres fueron usados por tormentas que se generaron en el Atlántico en la temporada de 1980. Los nombres no retirados de la lista fueron usados de nuevo en la temporada de 1986. Todos los nombres de esta lista fueron usados por primera vez, excepto Frances que había sido usado en 1961, 1968 y 1976. Los nombres que no están siendo usados están en color gris.
| - Allen - Bonnie - Charley - Danielle - Earl - Frances - Georges | - Hermine - Ivan - Jeanne - Karl - Lisa (sin usar) - Mitch (sin usar) - Nicole (sin usar) | - Otto (sin usar) - Paula (sin usar) - Richard (sin usar) - Shary (sin usar) - Tomas (sin usar) - Virginie (sin usar) - Walter (sin usar) |

### Retiro de nombres
La Organización Meteorológica Mundial retiró un nombre en la primavera de 1981: Allen. Fue reemplazado por Andrew en la temporada de 1986.

## Efectos de la temporada
Esta es una tabla de todas las tormentas formadas en la temporada de huracanes en el Atlántico de 1980. Incluye su duración, nombres, llegadas a tierra – indicadas con nombres de ubicación en negrita – daños y totales de muertes. Los daños y las muertes incluyen los totales mientras la tormenta era extratropical o una onda o baja, y todas las cifras de daños están en 1980 USD.
| DT | TT | 1 | 2 | 3 | 4 | 5 |

| Nombre                  | Fechas activo                 | Categoría de tormenta en intensidad máxima | Vientos máx. (km/h) | Presión min (hPa) | ACE      | Áreas afectadas                                                                        | Áreas afectadas | Áreas afectadas | Daños (en millones USD) | Muertos |
| Nombre                  | Fechas activo                 | Categoría de tormenta en intensidad máxima | Vientos máx. (km/h) | Presión min (hPa) | ACE      | Lugar                                                                                  | Fecha           | Vientos (km/h)  | Daños (en millones USD) | Muertos |
| ----------------------- | ----------------------------- | ------------------------------------------ | ------------------- | ----------------- | -------- | -------------------------------------------------------------------------------------- | --------------- | --------------- | ----------------------- | ------- |
| Uno                     | 17 – 21 de julio              | Depresión tropical                         | 45 (30)             | 1010              | --       | Texas, Luisiana                                                                        |                 |                 | N/A                     | 0       |
| Allen                   | 31 julio – 11 de agosto       | Huracán categoría 5                        | 305 (190)           | 889               | 52.3     | Islas de Barlovento, La Española, Cuba, Islas Caimán, México, Florida, Texas, Luisiana |                 |                 | $1.57 mil millones      | 269     |
| Cuatro                  | 13–17 de agosto               | Depresión tropical                         | 55 (35)             | 1010              | --       | Ninguno                                                                                | Ninguno         | Ninguno         | Ninguno                 | Ninguno |
| Bonnie                  | 14–19 de agosto               | Huracán categoría 2                        | 155 (100)           | 975               | 8,75     | Ninguno                                                                                | Ninguno         | Ninguno         | Ninguno                 | Ninguno |
| Charley                 | 20–25 de agosto               | Huracán categoría 1                        | 130 (80)            | 989               | 3,67     | Carolina del Norte                                                                     |                 |                 | None                    | 7       |
| Seis                    | 25–29 de agosto               | Depresión tropical                         | 55 (35)             | 1009              | --       | Ninguno                                                                                | Ninguno         | Ninguno         | Ninguno                 | Ninguno |
| Georges                 | 1-8 de septiembre             | Huracán categoría 1                        | 80 (130)            | 993               | 2,78     | Terranova                                                                              |                 |                 | Ninguno                 | Ninguno |
| Danielle                | 4-7 de septiembre             | Tormenta tropical                          | 95 (60)             | 1004              | 0,533    | Texas, Luisiana, Oklahoma, Misisipi                                                    |                 |                 | $277.000                | 3       |
| Earl                    | 4–10 de septiembre            | Huracán categoría 1                        | 120 (75)            | 985               | 6,65     | Ninguno                                                                                | Ninguno         | Ninguno         | Ninguno                 | Ninguno |
| Frances                 | 6-20 de septiembre            | Huracán categoría 3                        | 185 (115)           | 958               | 37,2     | Cabo Verde                                                                             |                 |                 | Ninguno                 | Ninguno |
| Hermine                 | 20-26 de septiembre           | Tormenta tropical                          | 110 (70)            | 993               | 4,46     | América Central (Belize), Mexico                                                       |                 |                 | Desconocido             | 38      |
| Ivan                    | 4-11 de octubre               | Huracán categoría 2                        | 165 (105)           | 970               | 18.6     | Ninguno                                                                                | Ninguno         | Ninguno         | Ninguno                 | Ninguno |
| Sin Nombre              | 16-17 de octubre              | Depresión tropical                         | 45 (30)             | 1009              | --       | Honduras                                                                               |                 |                 | Ninguno                 | Ninguno |
| Jeanne                  | 8-16 de noviembre             | Huracán categoría 2                        | 155 (100)           | 986               | 7,36     | Florida, Golfo de México, Costa del golfo de Estados Unidos                            |                 |                 | Ninguno                 | Ninguno |
| Catorce                 | 12-18 de noviembre            | Depresión tropical                         | 55 (35)             | 1007              | --       | Cuba, Florida                                                                          |                 |                 | Desconocido             | Ninguno |
| Karl                    | 25-28 de noviembre            | Huracán categoría 1                        | 140 (80)            | 985               | 4,36     | Ninguno                                                                                | Ninguno         | Ninguno         | Ninguno                 | Ninguno |
| Totales de la temporada |                               |                                            |                     |                   |          |                                                                                        |                 |                 |                         |         |
| 16 ciclones             | 17 de julio - 28 de noviembre |                                            | 305 (190)           | 899               | 146,7099 | '                                                                                      | '               | '               | $1,57 mil millones      | 316     |